# Eupeodes lucasi
Eupeodes lucasi är en tvåvingeart som först beskrevs av Marcos-garcia och Laska 1983.  Eupeodes lucasi ingår i släktet fältblomflugor, och familjen blomflugor.
Artens utbredningsområde är Spanien. Inga underarter finns listade i Catalogue of Life.